# Objaw Derbolowsky’ego
Objaw Derbolowsky'ego – zablokowanie stawu krzyżowo-biodrowego oraz zaburzenie ruchu miednicy między kością krzyżową a biodrową.

## Opis badania
Badany leży tyłem. Badający obejmuje dalsze końce podudzi, wyczuwając kciukami kostki przyśrodkowe oraz ocenia na podstawie pozycji kciuka wzajemną wysokość i rotację kostek przyśrodkowych. Badanego prosi się o przyjęcie pozycji siedzącej, pomagając mu w tym ruchu lub pozwalając na podpieranie się rękami przy podnoszeniu. O objawie Derbolowsky'ego świadczy pozorne wydłużenie jednej nogi podczas podnoszenia (zaburzenia występują po stronie wydłużonej kończyny). W pozycji leżącej noga ta staje się pozornie krótsza lub długości obu kończyn wyrównują się.